# Сорока на шибениці
«Сорока на шибениці» (нід. De ekster op de galg) — картина фламандського художника  Пітера Брейгеля Старшого. Написана 1568 року олією по дереву. Зберігається в музеї землі Гессен у Дармштадті.

## Опис
Центральну частину картини займає шибениця, на якій сидить сорока. Птах уособлює балакучість, яка призводить до наклепів і зради. Образ танцюючих під шибеницею селян, ймовірно, відсилає до фламандського прислів'я «Дороги до шибениці йдуть через веселі галявини». Картина належить до пізнього періоду творчості Брейгеля, написана ним за рік до смерті. Художник високо цінував цю роботу і заповідав її своїй дружині Мейкен Кук. До теми фольклору Брейгель звертався і раніше. Найбільш відома у зв'язку з цим його робота «Фламандські прислів'я».
Погляд зверху є типовим для полотен Брейгеля. Завдяки такому ракурсу глядач немов дивиться на те, що відбувається, відсторонено. Пейзаж втілює собою увесь Всесвіт, у якому розгортається драма. Безтурботність танцюючих селян контрастує із величезною шибеницею, яку вони ніби не помічають. Можливо, для свідомості середньовічної людини контраст не був настільки разючим. Знаряддя для виконання смертних вироків виставлялися на видних місцях як застереження, тому сюжет танцю під шибеницею навіяний суворою дійсністю.
Сама шибениця за формою схожа на неможливу фігуру.
Пейзаж відіграє у картині декоративну, але змістотворчу роль. Це не декорації для жанрової сцени, а втілення усієї світобудови. Брейгель у цьому сенсі продовжує іконографічну традицію: на тлі пейзажу те, що відбувається на полотні, набуває вселенського звучання.

## Контекст створення
Сучасниками шибениця сприймалася як символ боротьби з інакомисленням. Брейгелю було близько двадцяти, коли в Амстердамі та інших містах відбулися масові спалення анабаптистів. Коли йому було близько сорока, у Брюссель увійшла армія герцога Альби. Наступні роки Альба займався лютим знищенням єретиків, кілька тисяч нідерландців були засуджені до смерті. Шибениця чекала проповідників, які несли в маси нову, протестантську віру. Терор Альби тримався на чутках і доносах, тому вибір сороки як символу балакучості на картині не випадковий.

## Фрагменти картини

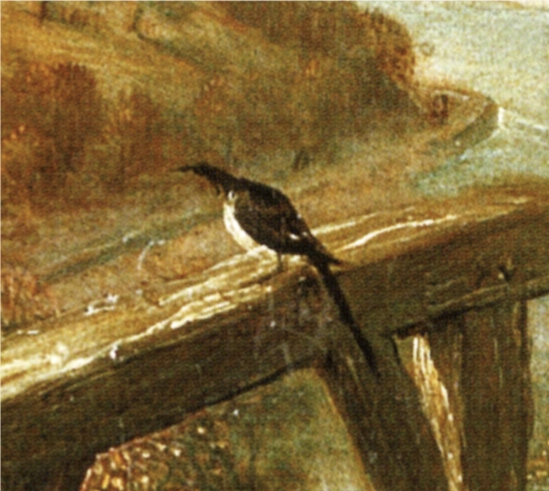
Сорока
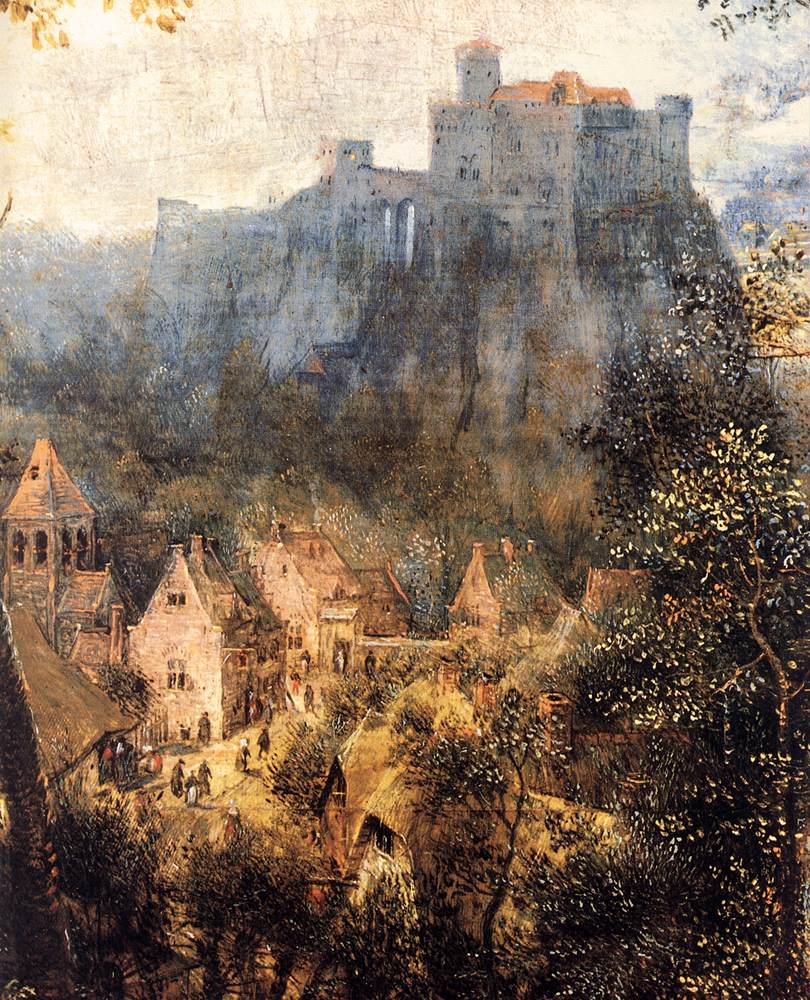
Місто